# Einbaum

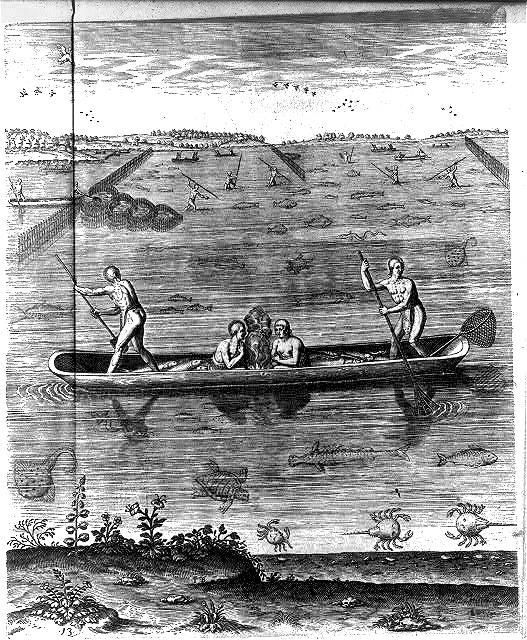
Amerikanische Ureinwohner mit gestakten Einbäumen in der Kolonie Virginia - Theodor de Bry 1585 nach einem Aquarell von John White

Der Einbaum (griech. Monoxylon) ist ein verbreiteter Bootstyp bei indigenen Völkern, aber auch in moderneren Gesellschaften noch in Gebrauch. Der Rumpf ist aus einem einzigen Baumstamm gefertigt. Mitunter sind die Bordwände durch eingesetzte Spanten verstärkt und durch das Aufsetzen eines Plankenganges erhöht, dann oft Piroge genannt. Charakteristisch sind auch Querbänke, die nicht eingesetzt, sondern aus dem Stamm gearbeitet sind.
Einbaum ist vermutlich Lehnübersetzung des lateinischen monoxilus, weiter aus griechisch μονόξυλον – monoxylon, mit den Bestandteilen monos „einzig“ und Xylon „Holz, Baum“.

## Beginn der Forschung
Als in Deutschland 1785 mit dem Fund bei Dannenberg die archäologische Auseinandersetzung mit Einbäumen begann, waren sie in Nordeuropa noch in Gebrauch. Einbaumfunde sind mittlerweile vor allem in Nord- und Osteuropa verzeichnet worden. Europaweit wird die Zahl geborgener Einbäume von Christian Hirte auf etwa dreitausend geschätzt. Die Funde unvollendeter Einbäume in Tündern und bei Artlenburg an der Elbe ermöglichten es, die Bautechniken von Einbäumen zu rekonstruieren. Sie unterschieden sich kaum von den Techniken, die bis in die jüngste Zeit am Mondsee angewandt wurden.

## Geschichte des Einbaums

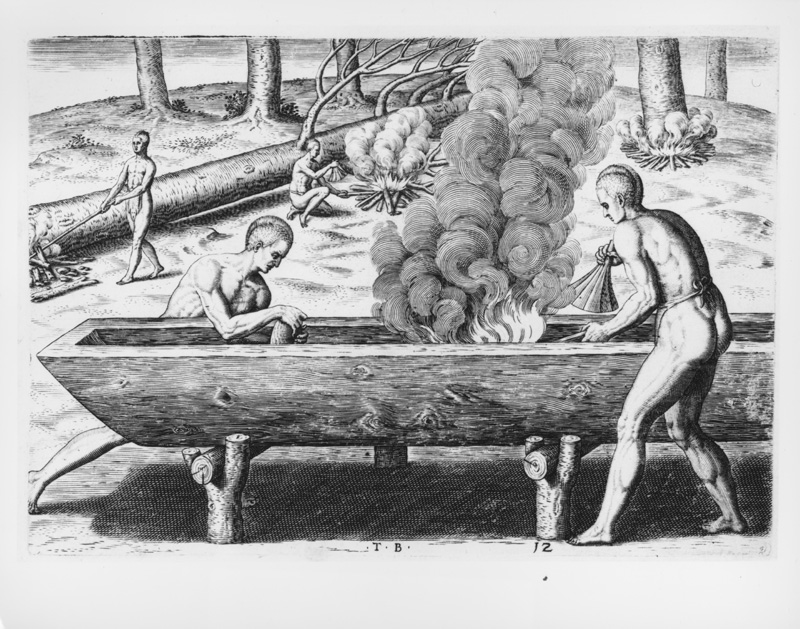
Amerikanische Ureinwohner bei der Herstellung eines Einbaums. (Stich von Theodor de Bry 1590 nach einem Aquarell von John White)

Der Einbaum ist eine der Urformen des Bootes. Wegen der fehlenden großen Baumstämme kann angenommen werden, dass Einbäume während der letzten Eiszeit (Weichseleiszeit bzw. Würmeiszeit) in Mittel- und Nordeuropa noch nicht bekannt waren und erst mit der Wiederbewaldung der Nacheiszeit (Holozän) aufkamen. Wie archäologische Funde belegen, beherrschten Menschen bereits im nordischen Mesolithikum (etwa 8000 bis 4200 v. Chr.) die Kunst, einen Baum auszuhöhlen und ihn zum Transportmittel zu machen. Die ältesten archäologischen Belege sind der etwa 8000 Jahre alte Einbaum von Pesse (Provinz Drenthe, Niederlande) sowie die Einbäume von Stralsund (Mecklenburg-Vorpommern) sowie ein Fund aus Nordostnigeria, Afrika. Der mit 7000 Jahren älteste erhaltene, knapp 10 m lange Einbaum des Mittelmeerraums fand sich 1993 am Braccianosee im italienischen Latium (Siedlung La Marmotta).
Während ethnographische Quellen (siehe Bilder) belegen, dass der Baumstamm auch mit Hilfe von schwelendem Feuer ausgehöhlt wurde, gibt es dafür keinen archäologischen Beleg in der älteren Urgeschichte. Stattdessen kann davon ausgegangen werden, dass Steinbeile (die ältesten Formen sind Kernbeile aus Feuerstein), seit dem Neolithikum vor allem auch Dechsel zum Aushöhlen verwendet wurden. Eine Reihe gut erhaltener jungsteinzeitlicher Einbäume wurden in Pfahlbausiedlungen der Pfyner Kultur und der Horgener Kultur gefunden, zum Beispiel am Federsee allein über 40. Ebenso sind Einbäume im Kontext mit eisenzeitlichen Crannógs gefunden worden.
Vorwikingerzeitliche Einbäume (mit Spanten) stammen aus der Lecker Au und dem Vaaler Moor in Schleswig-Holstein.
Aus dem Šlivni-See in Polen ist ein etwa 5 m langer Einbaum des Spätmittelalters (14. Jahrhundert) erhalten, bei dem in der Bootsmitte eine durch zwei Schotten in Bordwandhöhe gebildete Bünn (Behälter für lebende Fische) ausgearbeitet ist.
Während Einbäume gerudert oder gestakt wurden und traditionell der Vorgeschichte zugeordnet wurden, zeigen Forschungen, dass ein Großteil der Boote aus dem Mittelalter stammt. Dies gilt auch für einen Einbaum aus der Lippe bei Werne/Rünthe, der dendrochronologisch auf die Mitte des 10. Jahrhunderts n. Chr. datiert werden konnte. Möglicherweise handelte es sich um einen von mehreren Pontons einer Fähre, einem für das Mittelalter typischen Bausystem. Einbäume waren im Spreewald bis ins 19. Jahrhundert in Gebrauch. Im Sprachgebrauch vergangener Jahrhunderte wurden sie oft Nachen genannt.

## Verbreitung

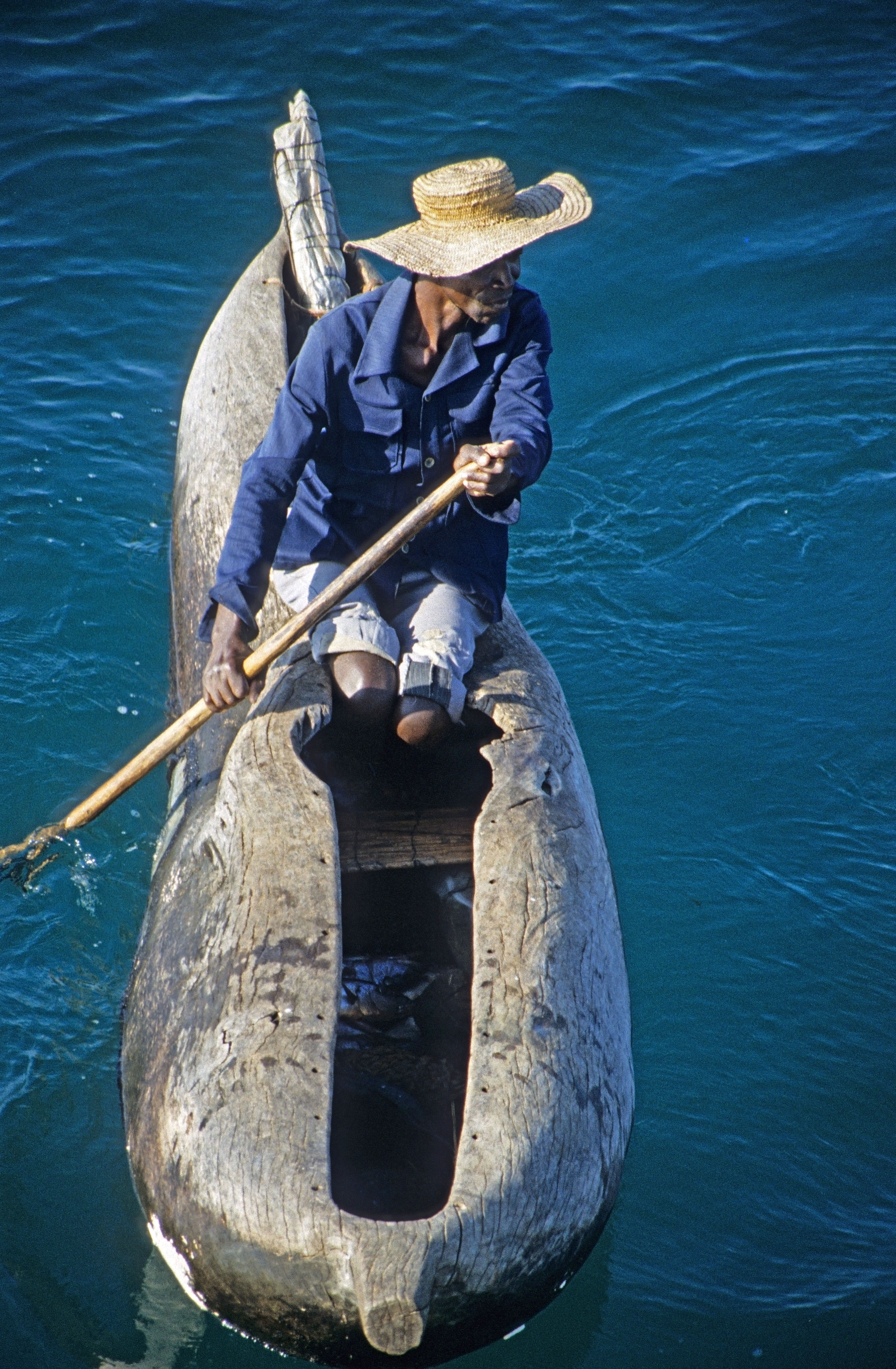
Einbaum auf dem Malawisee

Die ältesten in Europa gefundenen Einbäume stammen aus dem Mesolithikum (10.000 bis 5.000 v. Chr.) Während dieser Periode stieg der Meeresspiegel um etwa 100 Meter. Die alten Küstenwohnplätze wurden vom Meer bedeckt und sind unserem Wissen verloren gegangen.
Der Einbaum von Pesse in den Niederlanden scheint mit 8.265 ± 275 v. Chr. der älteste im aktuellen Forschungsstand zu sein. Seine Datierung ist allerdings unsicher, weil es zwei widersprüchliche 14C-Daten gibt. In Frankreich wurde der Einbaum von Noyen-sur-Seine auf 7.960 ± 100 v. Chr. datiert. Der Einbaum von Dümmerlohausen, einem Ortsteil von Damme in Niedersachsen, wurde auf 7.600 ± 100 v. Chr. datiert. Der Einbaum von Gartrop-Bühl ist mit etwa 17,0 m Länge der größte historische Einbaum, der in Europa gefunden wurde. In Dänemark werden zwei Einbäume (dänisch stammebåden) dem 7. Jahrtausend zugeschrieben. Der neolithische Einbaum im Lago Bracciano ist der älteste in Italien.

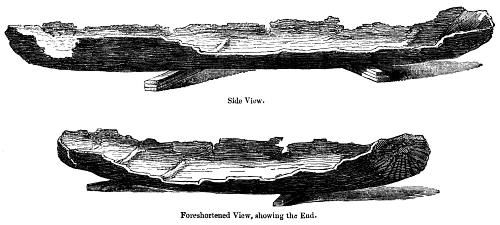
Britische Einbäume

Unter den britischen Einbäumen sind die Einbäume von Fiskerton und die vom Lough Eskragh sowie die Funde von Brigg, Hanson, Hasholme, vom Loch Arthur, vom Poole Harbour und vom White Loch besonders erwähnenswert.
Von den 400 französischen Einbäumen wurden 55 mit wissenschaftlichen Methoden datiert. Es gibt drei aus dem Mesolithikum, fünf aus dem Neolithikum, zwei aus dem Chalkolithium, drei aus der Bronzezeit, sechs aus der Eisenzeit, fünf aus der gallo-römischen Zeit, 30 aus dem Mittelalter und eines aus der Neuzeit.
Bei archäologischen Grabungen im Egå-Tal nördlich von Aarhus in Jütland in Dänemark wurden von Anfang der 1990er Jahre bis 2001 in Lystrup Enge Nordeuropas älteste Einbäume gefunden. Sie datieren nach 14C-Untersuchungen zwischen 5210 und 4910 v. Chr. Bei Ausgrabungen in Tybrind Vig wurden drei Lindenstämme und Eschenpaddel gefunden. Im Åmose wurden 25 Boote unterschiedlichen Größe gefunden.
In Litauen sind über 70 Einbäume bekannt und etwa die Hälfte davon stammt aus der Zeit vor 1800 n. Chr. Besondere Bedeutung dem bei Šventoji 58 gefundenen Einbaum, dem ältesten 14C-datierten (2895–2640 v. Chr.) Einbaum östlich der Ostsee.

## Ethnographie
Einbäume haben, abhängig auch von der Größe der Bäume in den lokalen Waldbeständen, ein zum Teil beträchtliches Ausmaß. In Äquatorialafrika erreichen Einbäume eine Tragfähigkeit, die 70 Personen entspricht.
Einbäume sind auch heute noch in vielen Regionen der Welt verbreitet, so zum Beispiel in Afrika, Südamerika, Indien und auf Neuguinea. Oft sind sie mit Auslegern versehen (vgl. Auslegerkanu). Einige Gruppen fertigen auch Einbäume mit Segeln (Segelkanus) an. Regionale Formen mit einer normierten Bauweise sind zum Beispiel der Mokoro (Namibia) oder das aus mehreren aneinandergebundenen Einbäumen bestehende Boot Lagatoi (Papua-Neuguinea).

## Experimente zur prähistorischen Einbaumnutzung
In den Experimenten Monoxylon I und Monoxylon II belegten tschechische Archäologen die Hochseetauglichkeit von Einbäumen, die den neolithischen Funden nachempfunden sind. In der ersten Expedition wurden 300 km zwischen ägäischen Inseln zurückgelegt, in der zweiten etwa 800 km entlang der Mittelmeerküste.

## Einbaumfunde
Die ältesten Nachrichten über den archäologischen Fund eines Wasserfahrzeugs stammen aus dem 18. Jahrhundert und beziehen sich auf den Einbaum Ni-56 aus dem Teufelsmoor in Niedersachsen, der 1785 veröffentlicht wurde. Spätere Einbaumfunde stammen auch oft aus Mooren und aus Torfstichen – allen voran aus dem Federseemoor in Schwaben, wo in den 1930er Jahren 25 Einbaumfunde bekannt waren. Die letzte mit der Torfgewinnung verbundene Fundmeldung datiert von 1983 und stammt aus Berlin-Brandenburg. Die ersten systematischen Untersuchungen an Einbäumen stellen die ab Beginn der 1920er Jahre einsetzenden Untersuchungen Oscar Parets im Federseeried dar.
In Dänemark wurden 2001 und einige Jahre zuvor bei einem archäologischen Ausgrabungsprojekt nördlich von Aarhus einige Einbäume aus Lindenholz ausgegraben. Sie wurden mit der Radiokarbonmethode auf 5210–4910 v. Chr. datiert und sind die ältesten in Nordeuropa.
2022 wurde auf dem Darß in Mecklenburg-Vorpommern der Einbaum vom Darßer Weststrand	gefunden.

### Mesolithikum
- Einbäume von Stralsund, Mecklenburg-Vorpommern
- Dümmer, Niedersachsen
- Einbaum von Pesse, Niederlande
- Ziesar, Brandenburg

### Neolithikum
- Anguillara Sabazia, Latium/Italien
- Bercy an der Seine, Frankreich
- Einbaum vom Moossee, Schweiz
- Noyen-sur-Seine (Département Seine-et-Marne), Frankreich
- Twann am Bielersee, Schweiz
- Pfäffikon-Riet (5135±90 BP = 4220–3710 v. Chr.)[8], Einbaum aus Eichenholz, wahrscheinlich Cortaillod-Kultur
- Männedorf-Strandbad (5490±50 BP= 4450–4240 v. Chr.)[8], Einbaum aus Lindenholz
- Einbaum von Seekirch (Federsee)
- Verup im Åmose Dänemark
- Wetzikon-Robenhausen und Hüttwilen-Hüttwilersee (Pfyner Kultur)
- Seerhein bei Wollmatingen (Schnurkeramische Kultur, 24. bis 23. Jhr. v. Chr.)[9][10][11]

### Bronzezeit
- Einbaum von Hanson in Derbyshire
- Lurgan Canoe
- Bootsfunde im Lough Corrib
- Einbaum vom Lac de Chalain (franz. La Pirogue de Chalain)
- Einbäume von Kempfenhausen (Starnberger See), davon stammt einer aus der Urnenfelderzeit
- Einbaum von Wasserburg am Bodensee

### Eisenzeit
- Einbaum von Brigg
- Einbaum von Chaudeney-sur-Moselle
- Einbäume von Fiskerton
- Einbaum von Hasholme
- Einbaum von Mohelnice
- Einbaum im Murtensee
- Einbaum vom Poole Harbour
- Starnberger See[12][13]

### Römische Kaiserzeit/Völkerwanderungszeit
- Klopeiner See[14]

### Frühmittelalter
- Langbürgner See (Landkreis Rosenheim)[15]
- Novi Sad (Serbien), Einbaum von 12 m Länge, 6.–9. Jahrhundert (ausgestellt im Museum der Festung Petrovaradin)
- Einbaum von Magdeburg-Randau

### Spätmittelalter
- Chiemsee[16][17]
- Pfäffikersee[18]
- Neukirchen (Altmark), Landkreis Stendal[19]
- Einbaum vom Steißlinger See André Billamboz und Helmut Schlichtherle: Ein Einbaum aus dem Steißlinger See

### Unbekannte Zeitstellung
- Feldmeilen-Vorderfeld am Zürichsee[20], Einbäume aus Eichenholz
- Einbaum von Konstanz (Seerhein-Einbaum)[21][22]

### Moderne
Im Kontext des UNESCO-Weltkulturerbes „Prähistorische Pfahlbauten um die Alpen“ findet einmal im Jahr in einem der Seen im Voralpenland eine Einbaum-Regatta statt.

## Galerie

Einbäume
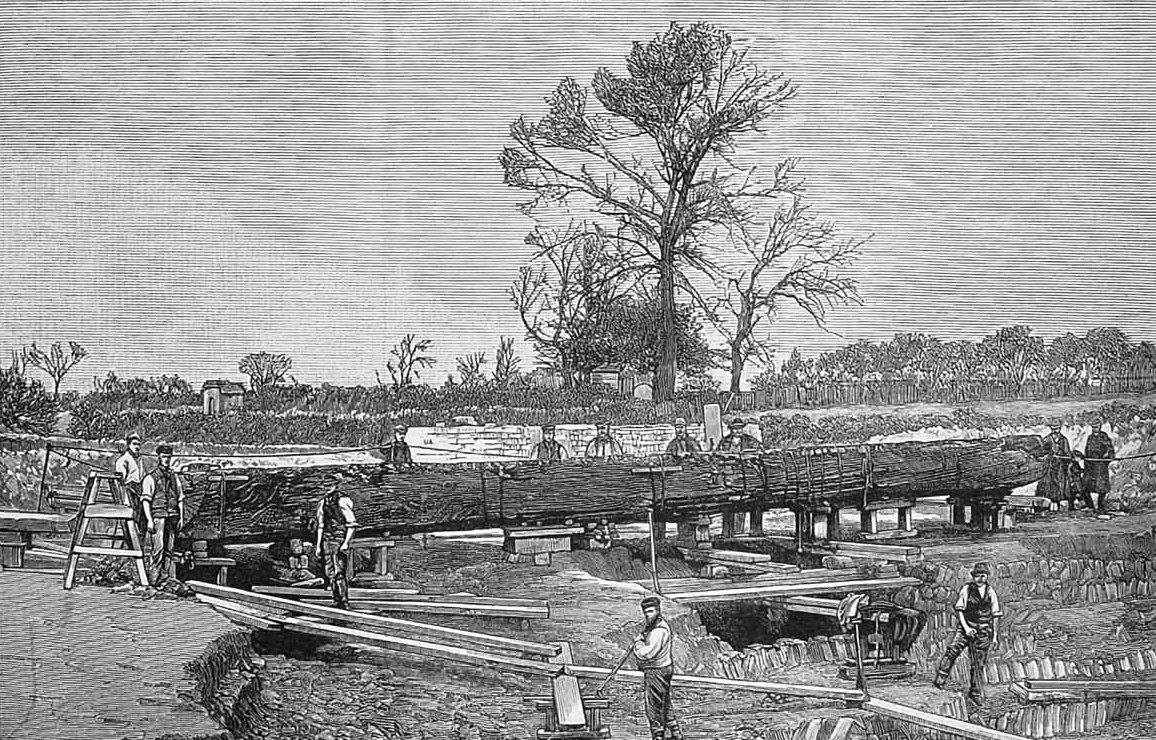
Entdeckung des Einbaums von Brigg
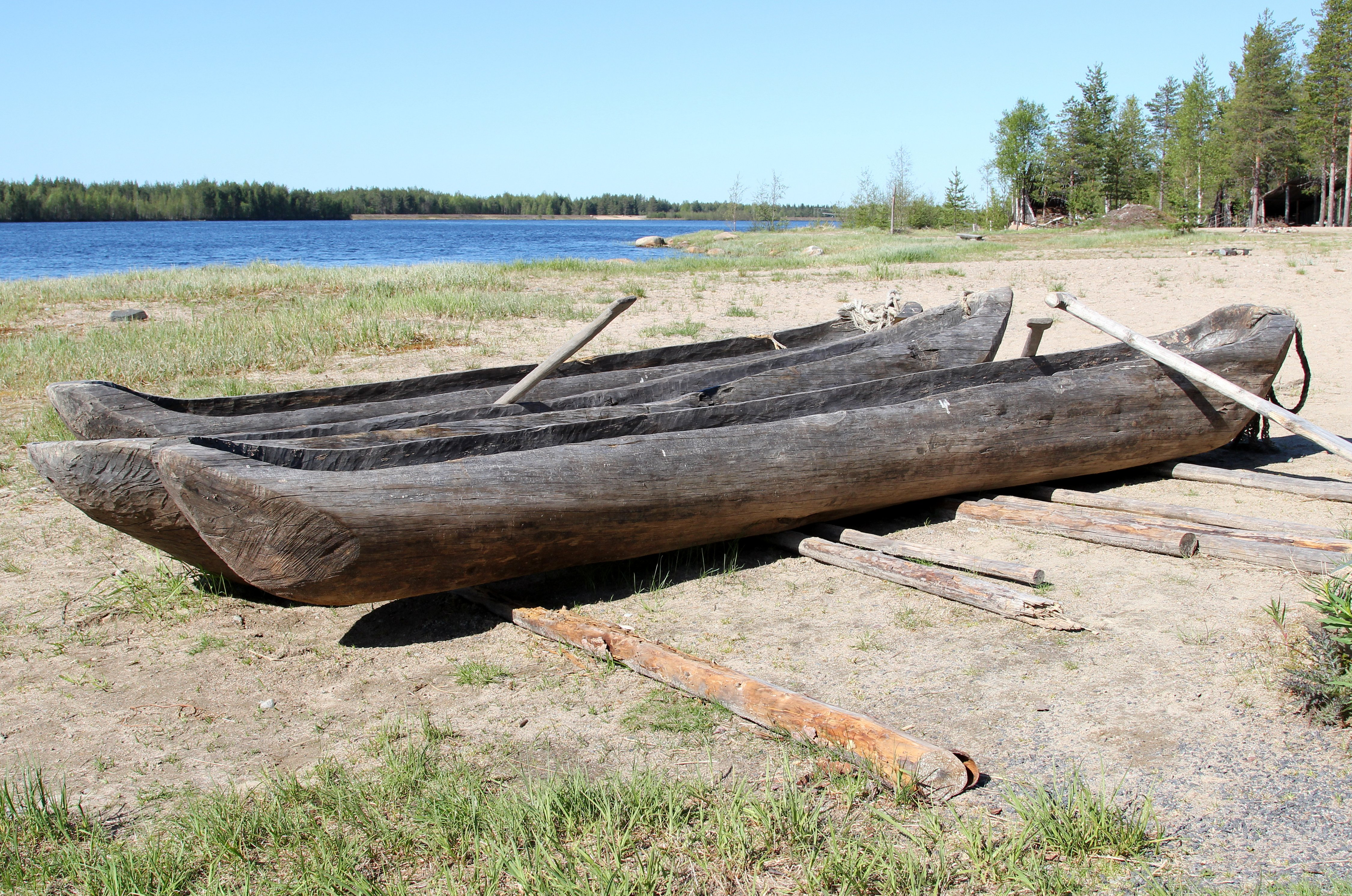
Einbäume im „Steinzeitzentrum“ Kierikki bei Oulu, Finnland
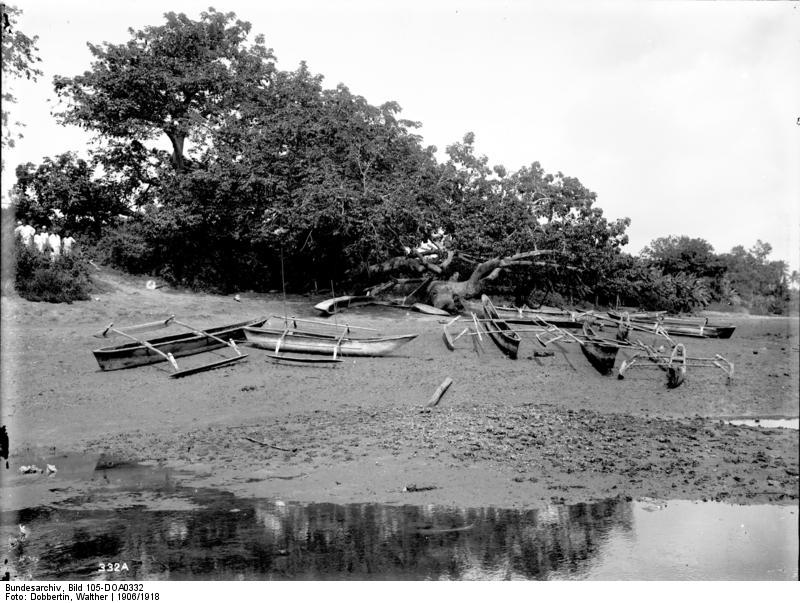
Einbäume 1906 in Deutsch-Ostafrika
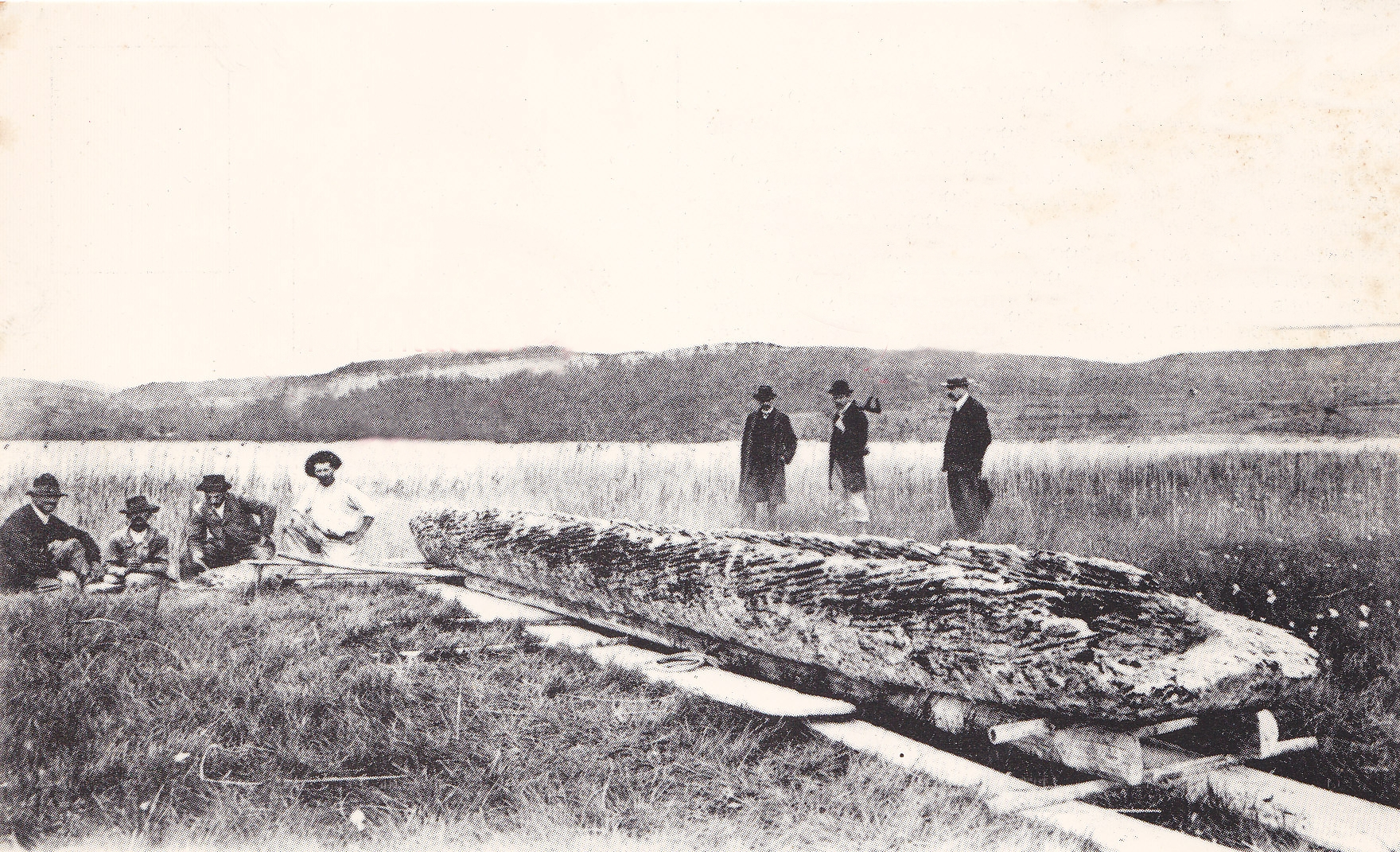
Pirogue vom Lake Chalain
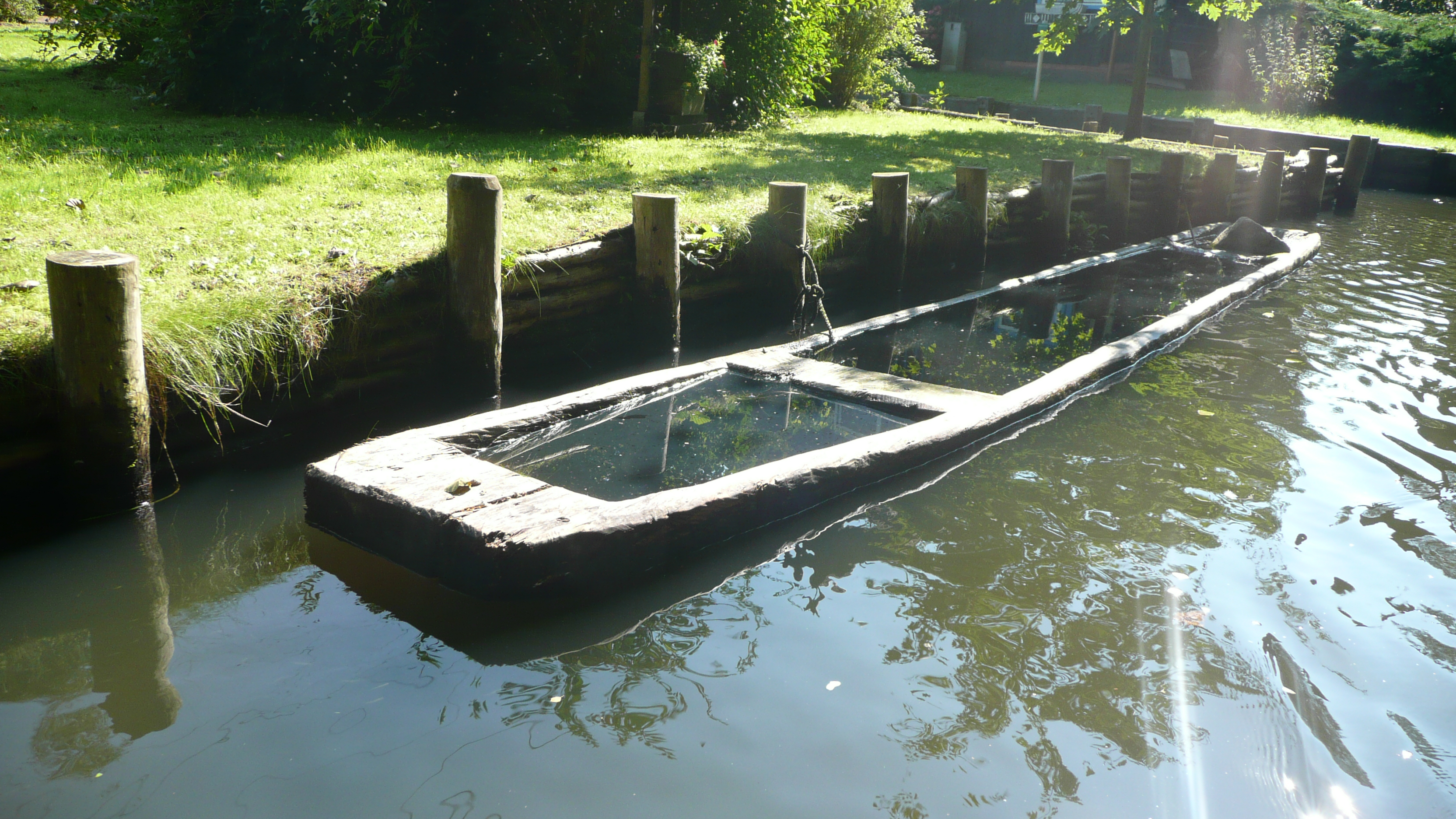
Ein Einbaum im Spreewald
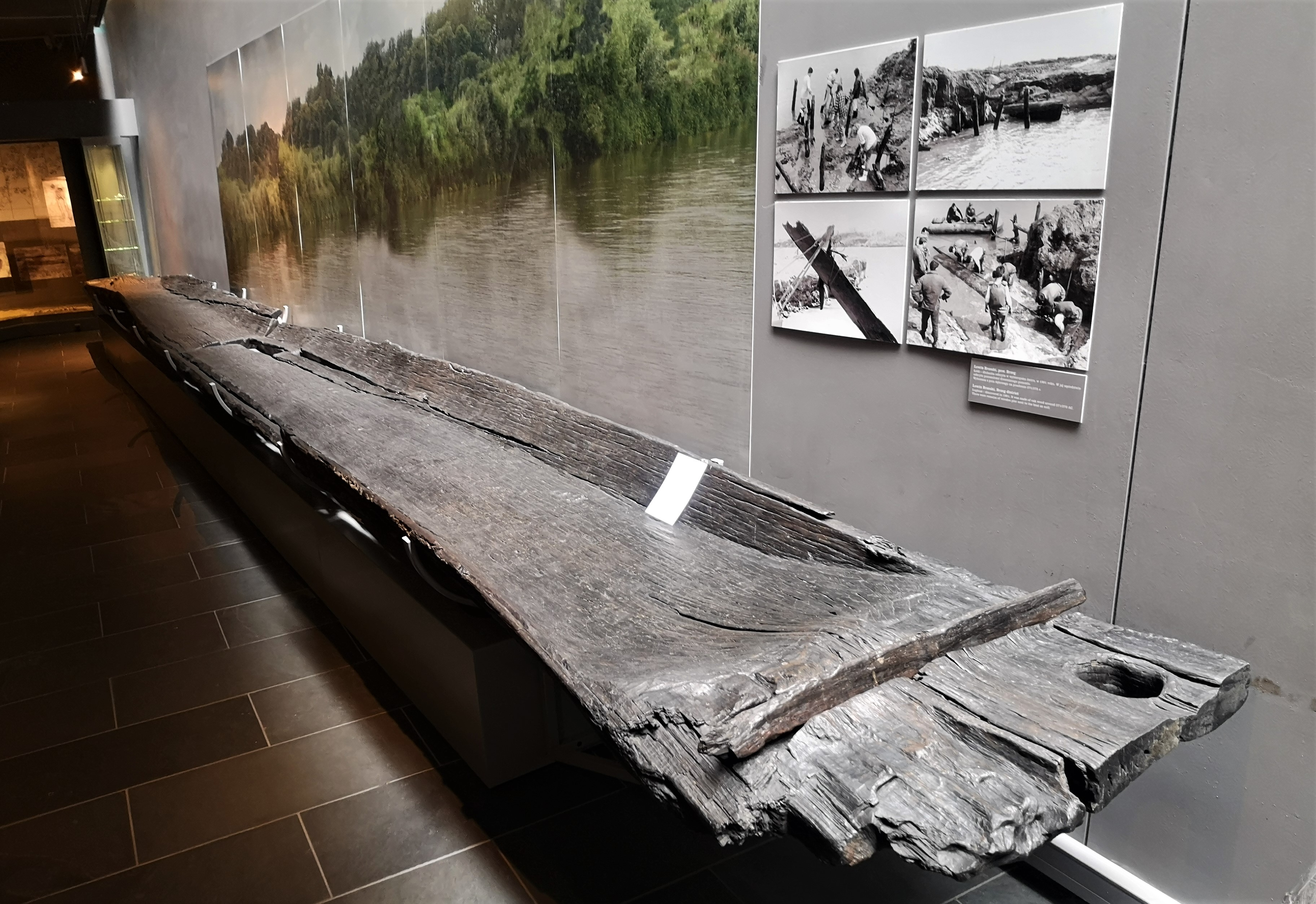
Germanischer Einbaum von Löwen, Schlesien
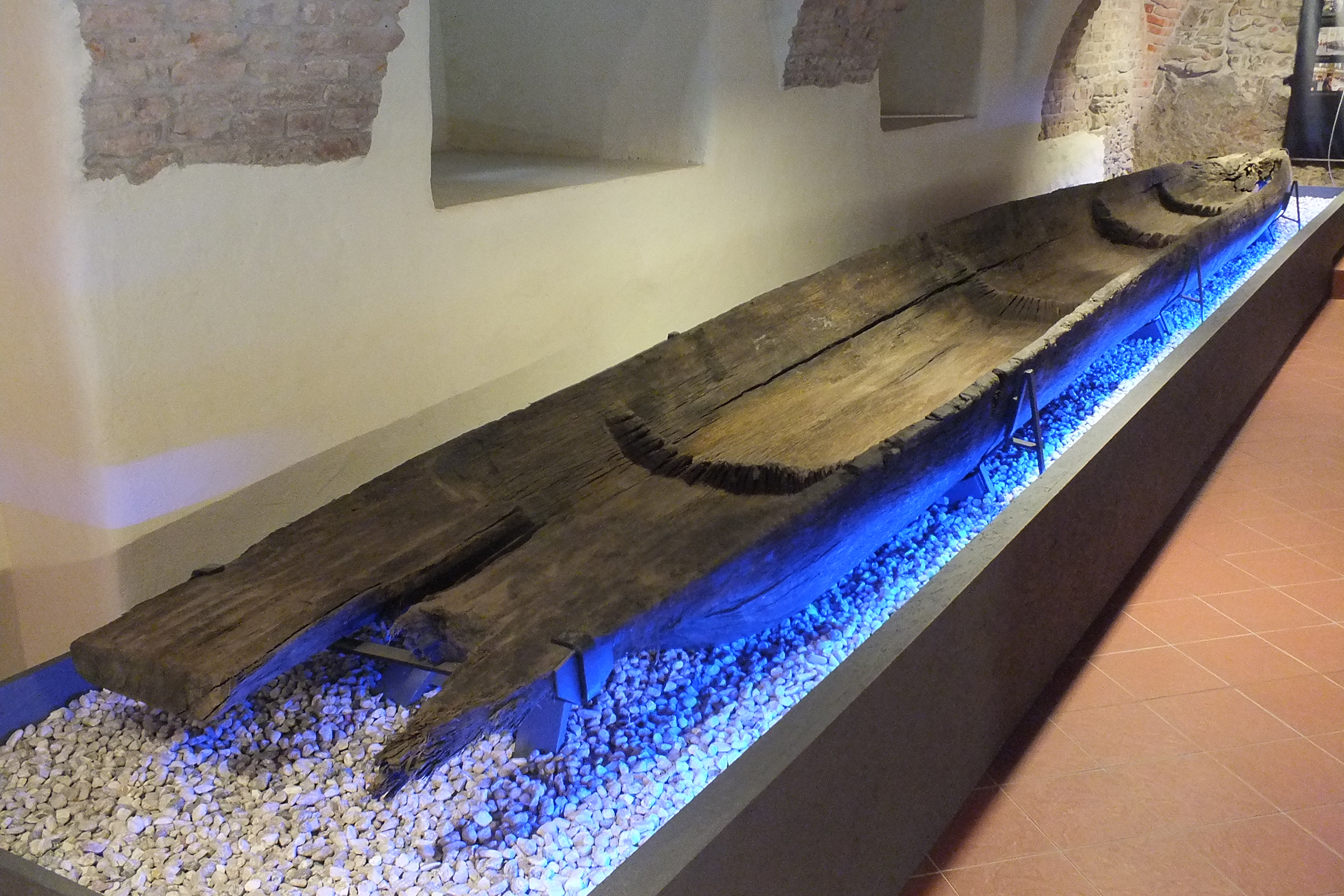
Keltischer Einbaum von Mohelnice, Tschechien
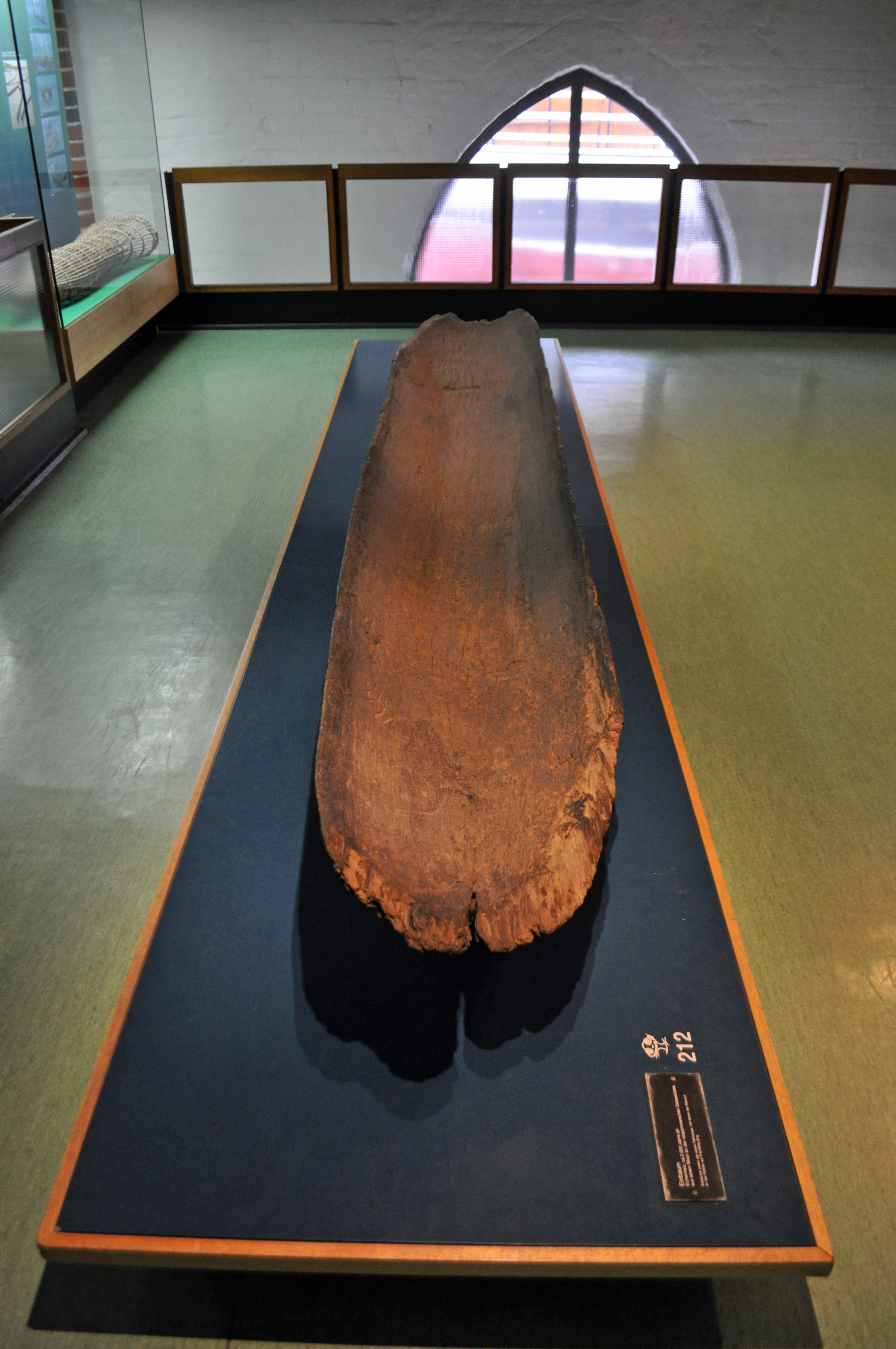
Einbaum im Meeresmuseum Stralsund